# José Gervasio Artigas
José Gervasio Artigas Arnal (født 19. juni 1764, død 23. september 1850) var en uruguayansk nationalhelt, officer og politiker, der er blevet kaldt "faderen til den uruguayanske selvstændighed." Gervasio var en af de mest betydningsfulde politikere under revolutionen i det spanske vicekongedømme Río de la Plata, dagens Argentina, Paraguay og Uruguay, og bidrog til disse landes uafhængighed og til Argentinas føderalisme.